# Schirmeck
Schirmeck es una comuna de Francia, situada en el departamento del Bajo Rin (Bas-Rhin), en la región de Alsacia.

## Geografía física y humana
La comuna de Schirmeck se sitúa en el corazón del valle de la Bruche, dentro del sistema montañoso de los Vosgos.
Además es el lugar donde pasó su infancia Christophe Felder, un famoso confitero francés.
Con una superficie de 1.142 Ha, en el censo de 1999 contaba con 2.177 habitantes.
| 2246 | 2605 | 2628 | 2352 | 2167 | 2177 |
| Para los censos de 1962 a 1999 la población legal corresponde a la población sin duplicidades (Fuente: INSEE [Consultar]) |      |      |      |      |      |

## Historia
Durante la Segunda Guerra Mundial, se construyó a proximidad de Schirmeck, sobre una de las laderas del valle del Bruche, actual comuna de Natzwiller, el Campo de concentración de Struthof-Natzweiler, el único construido por los nazis sobre el territorio actual de Francia.
- Datos: Q22509
- Multimedia: Schirmeck / Q22509

1. ↑  Worldpostalcodes.org, código postal n.º 67130.
2. ↑  INSEE, Datos de población para el año 2012 de Schirmeck (en francés).